# Marunowo
Marunowo – wieś w Polsce położona w województwie wielkopolskim, w powiecie czarnkowsko-trzcianeckim, w gminie Czarnków.
W latach 1975–1998 miejscowość administracyjnie należała do województwa pilskiego.
W Marunowie działał klub piłkarski „Leśni Marunowo”.